# Hrvatski Nogometni Klub Gorica 2019-2020
Questa voce raccoglie le informazioni riguardanti il Hrvatski Nogometni Klub Gorica nelle competizioni ufficiali della stagione 2019-2020.

## Stagione
Il club raggiunse la salvezza classificandosi al sesto posto mentre in Coppa di Croazia fu eliminato ai quarti.

## Rosa
| N. |                                 | Ruolo | Calciatore           |
| -- | ------------------------------- | ----- | -------------------- |
| 1  | Croazia (bandiera)              | P     | Kristijan Kahlina    |
| 2  | Nigeria (bandiera)              | D     | Musa Muhammed        |
| 3  | Bosnia ed Erzegovina (bandiera) | D     | Aleksandar Jovičić   |
| 4  | Paesi Bassi (bandiera)          | D     | Matthew Steenvoorden |
| 5  | Croazia (bandiera)              | D     | Maks Juraj Čelić     |
| 6  | Polonia (bandiera)              | C     | Michał Masłowski     |
| 7  | Iraq (bandiera)                 | C     | Jiloan Hamad         |
| 8  | Paesi Bassi (bandiera)          | C     | Joey Suk             |
| 9  | Serbia (bandiera)               | A     | Ognjen Mudrinski     |
| 10 | Croazia (bandiera)              | C     | Matija Dvorneković   |
| 11 | Croazia (bandiera)              | A     | Dario Špikić         |
| 18 | Croazia (bandiera)              | C     | Martin Šroler        |
| 19 | Croazia (bandiera)              | D     | Marijan Čabraja      |

| N. |                      | Ruolo | Calciatore         |
| -- | -------------------- | ----- | ------------------ |
| 20 | Croazia (bandiera)   | C     | Hrvoje Babec       |
| 21 | Lituania (bandiera)  | C     | Paulius Golubickas |
| 22 | Croazia (bandiera)   | C     | Gojko Gadže        |
| 23 | Australia (bandiera) | C     | Anthony Kalik      |
| 25 | Croazia (bandiera)   | D     | Krešimir Krizmanić |
| 31 | Croazia (bandiera)   | P     | Ivan Banić         |
| 32 | Croazia (bandiera)   | P     | Ivan Čović         |
| 36 | Croazia (bandiera)   | D     | Juraj Spudić       |
| 44 | Croazia (bandiera)   | A     | Kristijan Lovrić   |
| 45 | Ghana (bandiera)     | D     | Nasiru Moro        |
| 50 | Croazia (bandiera)   | P     | Leon Išek          |
| 77 | Croazia (bandiera)   | C     | Dario Čanađija     |
| 99 | Senegal (bandiera)   | A     | Cherif Ndiaye      |

## Risultati

### Prva HNL
| Arbitro: | Ivan Bebek |

|               |           |           |
| Masłowski 35’ | Marcatori | 58’ Bosec |

| Arbitro: | Ivan Vučković |

|                          |           |           |
| Ndiaye 35’, 75’ Miya 53’ | Marcatori | 90’ Marić |

| Arbitro: | Mario Zebec |

|                             |           |            |
| Olmo 22’ Moro 57’ Gojak 83’ | Marcatori | 86’ Lovrić |

| Arbitro: | Dario Bel |

|                      |           |  |
| Ndiaye 45+1’ Suk 67’ | Marcatori |  |

| Arbitro: | Marin Vidulin |

|                              |           |  |
| Jairo 30’, 67’ Juranović 69’ | Marcatori |  |

| Arbitro: | Ivan Bebek |

|           |           |             |
| Hamad 53’ | Marcatori | 6’ Bosančić |

| Arbitro: | Ivan Župan |

|           |           |                      |
| Benko 37’ | Marcatori | 20’, 56’, 71’ Lovrić |

| Velika Gorica 14 settembre 2019, ore 19:00 CEST (UTC+2) 8ª giornata | HNK Gorica  | 0 – 0 referto | Lokomotiva Zagabria | Stadion Radnik (2 239 spett.)\| Arbitro: \| Mario Zebec \| |
| Arbitro:                                                            | Mario Zebec |               |                     |                                                            |

| Arbitro: | Fran Jović |

|                                               |           |  |
| Steenvoorden 28’ (aut.) Krstanović 86’ (rig.) | Marcatori |  |

| Arbitro: | Mario Zebec |

|  |           |                           |
|  | Marcatori | 31’ Čabraja 57’ Zwoliński |

| Arbitro: | Ivan Vučković |

|                            |           |            |
| Marić 66’ (rig.) Mance 75’ | Marcatori | 54’ Lovrić |

| Arbitro: | Mario Zebec |

|                    |           |                                 |
| Lovrić 55’ Suk 77’ | Marcatori | 25’, 49’, 61’ Oršić 27’ Kądzior |

| Arbitro: | Duje Strukan |

|             |           |                                 |
| Tomečak 82’ | Marcatori | 62’ Zwoliński 90+2’ Dvorneković |

| Arbitro: | Tihomir Pejin |

|                    |           |           |
| Lovrić 11’ Suk 86’ | Marcatori | 28’ Jairo |

| Arbitro: | Duje Strukan |

|                          |           |                          |
| Laukžemis 3’ Močinić 62’ | Marcatori | 37’ Jovičić 90+4’ Ndiaye |

| Arbitro: | Dario Bel |

|            |           |  |
| Ndiaye 57’ | Marcatori |  |

| Arbitro: | Damir Batinić |

|                                                    |           |  |
| Kastrati 40’ Uzuni 41’ Marina 63’ (aut.) Tolić 79’ | Marcatori |  |

| Arbitro: | Ivan Vučković |

|                          |           |  |
| Zwoliński 18’ Lovrić 34’ | Marcatori |  |

| Arbitro: | Fran Jović |

|              |           |            |
| Zwoliński 1’ | Marcatori | 69’ Tsonev |

| Velika Gorica 2 febbraio 2020, ore 17:30 CEST (UTC+2) 20ª giornata | HNK Gorica   | 0 – 0 referto | Osijek | Stadion Radnik (1 817 spett.)\| Arbitro: \| Duje Strukan \| |
| Arbitro:                                                           | Duje Strukan |               |        |                                                             |

| Arbitro: | Dario Bel |

|                                     |           |  |
| Théophile-Catherine 72’ Kądzior 86’ | Marcatori |  |

| Velika Gorica 16 febbraio 2020, ore 17:30 CET (UTC+1) 22ª giornata | HNK Gorica | 0 – 0 referto | Rijeka | Stadion Radnik (2 137 spett.)\| Arbitro: \| Fran Jović \| |
| Arbitro:                                                           | Fran Jović |               |        |                                                           |

| Arbitro: | Ivan Bebek |

|                                                              |           |  |
| Kreković 10’ Jairo 35’, 56’ (rig.) Caktaš 39’, 47’ Eduok 80’ | Marcatori |  |

| Arbitro: | Tihomir Pejin |

|                                            |           |  |
| Dvorneković 57’ Masłowski 80’ Lovrić 90+3’ | Marcatori |  |

| Arbitro: | Damir Batinić |

|                               |           |                          |
| Čanađija 31’ (aut.) Benko 34’ | Marcatori | 65’, 90+4’ (rig.) Lovrić |

| Arbitro: | Mario Zebec |

|                  |           |                             |
| Steenvoorden 53’ | Marcatori | 61’ Atiemwen 75’, 87’ Uzuni |

| Koprivnica 6 giugno 2020, ore 18:55 CEST (UTC+2) 27ª giornata | Slaven Belupo | 0 – 0 referto | HNK Gorica | Gradski stadion (0 spett.)\| Arbitro: \| Marin Vidulin \| |
| Arbitro:                                                      | Marin Vidulin |               |            |                                                           |

| Arbitro: | Marin Vidulin |

|  |           |                               |
|  | Marcatori | 53’ Lovrić 78’, 84’ Mudrinski |

| Arbitro: | Mario Zebec |

|                     |           |              |
| Marić 35’ Žaper 57’ | Marcatori | 90+2’ Lovrić |

| Velika Gorica 20 giugno 2020, ore 21:05 CEST (UTC+2) 30ª giornata | HNK Gorica    | 0 – 0 referto | Dinamo Zagabria | Stadion Radnik (1 705 spett.)\| Arbitro: \| Marin Vidulin \| |
| Arbitro:                                                          | Marin Vidulin |               |                 |                                                              |

| Arbitro: | Ivan Vučković |

|           |           |                              |
| Pires 84’ | Marcatori | 12’ (rig.) Lovrić 79’ Ndiaye |

| Arbitro: | Ivan Bebek |

|                              |           |             |
| Hamad 17’ Suk 43’ Ndiaye 53’ | Marcatori | 45’ Jakoliš |

| Arbitro: | Ante Čuljak |

|                       |           |                         |
| Gržan 45+2’ Delić 81’ | Marcatori | 49’ Hamad 51’ Mudrinski |

| Arbitro: | Ivan Župan |

|  |           |                    |
|  | Marcatori | 76’ (rig.) Drožđek |

| Arbitro: | Mario Zebec |

|             |           |               |
| Budimir 10’ | Marcatori | 61’ Mudrinski |

| Velika Gorica 24 luglio 2020, ore 21:05 CEST (UTC+2) 36ª giornata | HNK Gorica | 0 – 0 referto | Slaven Belupo | Stadion Radnik (0 spett.)\| Arbitro: \| Dario Bel \| |
| Arbitro:                                                          | Dario Bel  |               |               |                                                      |

Fonte: Federazione Calcistica della Croazia

### Coppa di Croazia
| Arbitro: | Goran Pečarić |

|                                                                                                |           |  |
| Babec 20’ Tarle 28’ (aut.) Ndiaye 36’ Zwoliński 49’, 53’, 65’ Mathieu 58’, 60’, 81’ Lovrić 78’ | Marcatori |  |

| Arbitro: | Dario Kulušić |

|                                                                                     |           |  |
| Mathieu 6’, 8’ Zwoliński 28’, 42’ Ndiaye 62’ (rig.), 73’ Maloča 79’ Dvorneković 89’ | Marcatori |  |

| Arbitro: | Fran Jović |

|                    |           |           |
| Lovrić 64’ Suk 85’ | Marcatori | 89’ Jurić |

| Arbitro: | Mario Zebec |

|            |           |                            |
| Ndiaye 53’ | Marcatori | 11’ Mikulić 75’ Krstanović |

Fonte: Federazione Calcistica della Croazia